# Veľkoblahovské rybníky
Veľkoblahovské rybníky este o arie protejată (arie de protecție specială avifaunistică — SPA) din Slovacia întinsă pe o suprafață de 91,34 ha, integral pe uscat.

## Localizare
Centrul sitului Veľkoblahovské rybníky este situat la coordonatele 48°03′09″N 17°35′54″E / 48.052414°N 17.598291°E.

## Înființare
Situl Veľkoblahovské rybníky a fost declarat arie de protecție specială avifaunistică în iulie 2003 pentru a proteja 4 specii de animale.

## Biodiversitate
Situată în ecoregiunea panonică, aria protejată nu include niciun habitat protejat.
La baza desemnării sitului se află mai multe specii protejate:
- păsări (3): Anas strepera strepera, stârc pitic (Ixobrychus minutus), rață cu ciuf (Netta rufina)
- nevertebrate (1): croitorul mare al stejarului (Cerambyx cerdo)